# Cingles del Perer
Els Cingles del Perer és una cinglera del terme municipal de Sant Feliu de Codines, a la comarca del Vallès Oriental.
És una de les dues cingleres (l'altra és el Cingle del Fitó) que tanquen per ponent la Vall de Sant Miquel, la major part de la qual és en terme de Bigues i Riells del Fai. De fet, el termenal entre els dos termes municipals esmentats discorre per la part baixa d'aquesta cinglera, per dessota de la carretera BV-1485. Aquesta carretera passa just als peus de la cinglera.